# Мультиплан

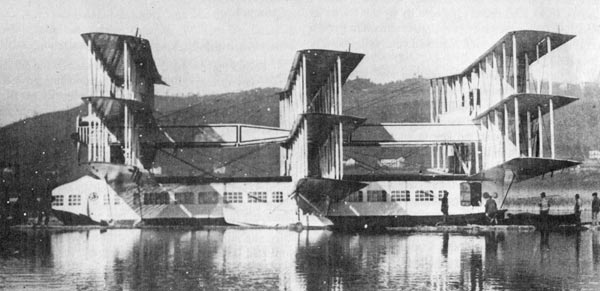
Caproni Ca.60 — самолёт с девятью крыльями

Мультиплан (полиплан, многоплан) — самолёт с более чем четырьмя крыльями. Мультипланы строились на заре самолётостроения, когда происходил стихийный поиск оптимальной компоновки летательных аппаратов. Одним из направлений экспериментов было изменение числа крыльев.
Крылья могут располагаться друг над другом, одно за другим или в обоих вариантах. Самолёты с небольшим количеством несущих плоскостей имеют свои названия:
- Биплан — два крыла, расположенные одно над другим;
- Триплан — три крыла одно над другим;
- Квадроплан — самолёт с четырьмя крыльями;
- Тандемная компоновка — два крыла, расположенных одно за другим.

Полипланы очень редки и практически ни один из них не был удачным.

## История
Первый мультиплан был спроектирован британским морским инженером Фрэнсисом Уинхемом. В 1866 году им была построена модель планёра с пятью несущими плоскостями. Плоскости были соединены девятью вертикальными рёбрами. В результате несущие поверхности представляли собой сетку из сорока сегментов. Однако реализовать свой проект Уинхему не удалось.

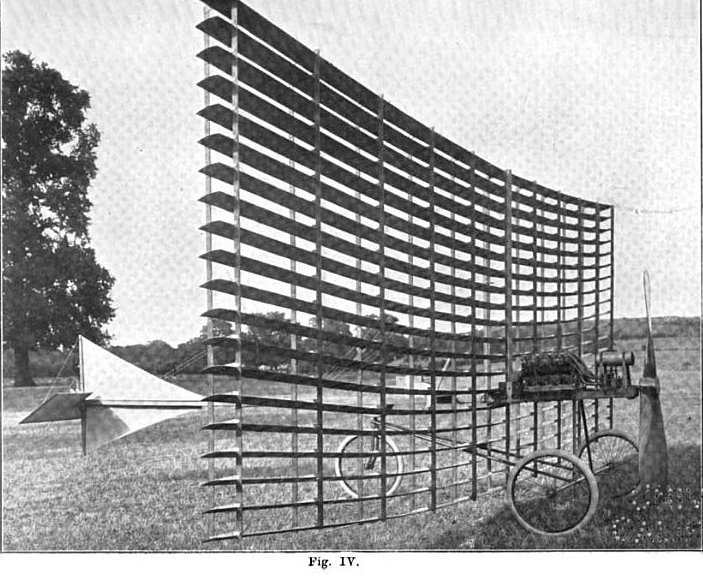
Мультиплан Горацио Филлипса. 1904 год

Наиболее заметной фигурой в строительстве мультипланов был британский инженер Горацио Филлипс. Для своих исследований Филлипсом была построена аэродинамическая труба. Им были созданы, запатентованы и подробно описаны несколько аэродинамических профилей, которые впоследствии широко использовались в авиации. В 1893 году Филлипсом был построен первый мультиплан Phillips Flying Machine с двигателем мощностью 6 л. с. Он имел 50 крыльев шириной 3,8 см каждое, расположенных на расстоянии 5 см друг от друга. В сборе несущая конструкция имела два метра в высоту и шесть метров в ширину. Самолёт разгонялся на привязи по круговому деревянному помосту до 65 км/ч и поднимался в воздух. В 1903 году Филлипс построил самолёт Phillips Multiplane II, который имел 12 крыльев с такой же суммарной несущей площадью, как и первый самолёт. Согласно дневнику конструктора самолёт пролетел 25 метров, но официальных подтверждений этому нет. В 1904 году был построен самолёт с 20 крыльями (на илл.), имевший двигатель мощностью 22 л. с., который смог пролететь 15 метров. В 1907 году Филлипс построил летательный аппарат с двумястами крыльями, который пролетел 150 метров и стал первым полетевшим британским самолётом. Но к тому времени стали очевидными преимущества намного более простой бипланной схемы и Филлипс не смог найти покупателей для своих конструкций.
Изобретатель Александр Белл также увлекался авиастроением. Он построил серию самолётов под названием Cygnet. Общим для этой серии, кроме названия, было также то, что в основе конструкции был разработанный Беллом пирамидальный воздушный змей с несущей поверхностью из ткани. Первый Cygnet был просто змеем. Cygnet II имел восьмицилиндровый двигатель и крыло размахом 8 метров из 3393 полотняных ячеек. Его испытания, которые прошли на озере Бра-д’Ор (Канада) в феврале 1909 года, были неудачными. В 1912 году прошли испытания более простой конструкции Cygnet III. Самолёт взлетел, но оказался очень неудачным и трудно управляемым, а 17 марта во время очередного полёта разрушился в воздухе. После этой аварии Белл охладел к авиации.
В 1907 году американский фотограф Джон Рошон создал свой мультиплан. Крылья располагались в два этажа: 48 несущих поверхностей на нижнем и 24 на верхнем. Мультиплан без всяких испытаний был заявлен на участие в Международных авиационных состязаниях в Сент-Луисе (штат Миссури, США) в октябре 1907 года. Но ни один самолёт, участвовавший в тех соревнованиях, не смог взлететь.
В 1907—1908 годах французский инженер д’Эквийи-Монжюстен разработал собственный мультиплан. Он заключил несколько крыльев в кольцевой контур. Монжюстен многократно переделывал конструкцию, доведя число крыльев до 25, но мощности 10-сильного двигателя не хватало, чтобы поднять её в воздух.

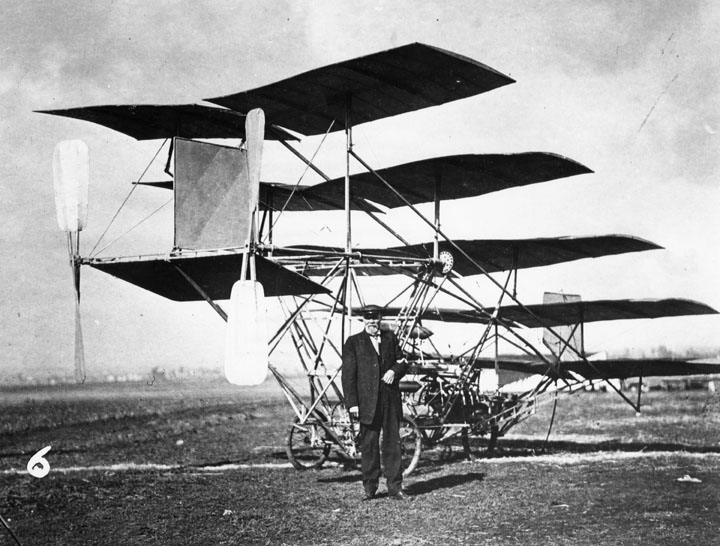
Самолёт Джерома Зербе.

В 1909 году американский инженер Джером Зербе построил мультиплан с шестью крыльями, расположенными лесенкой. Самолёт не полетел и Зербе на следующий год построил по такой же схеме мультиплан с пятью крыльями (на илл.). Этот самолёт тоже не смог подняться в воздух. В 1919 году Зербе построил Zerbe Air Sedan с четырьмя крыльями, который, хотя и полетел, но оказался не слишком удачным.
В 1921 году в Италии был построен гидросамолёт Caproni Ca.60, имевший 9 крыльев и 8 двигателей Liberty L-12 общей мощностью 3000 л. с. Самолёт потерпел аварию в первом же полёте, который стал для него и последним.
В 1923 году американец Фредерик Герхард построил Cycleplane — полиплан с пятью (семью) крыльями и мускульным приводом. Этот аппарат стал первым в мире мускулолётом, оторвавшимся от земли. Он пролетел шесть метров на высоте 60 см.
Практика показала, что мультипланы летают хуже своих собратьев с меньшим числом крыльев, при этом их труднее рассчитывать и строить, а стоят они дороже. По этим причинам они сошли с исторической арены.